# Cheval au Bangladesh
Le cheval au Bangladesh est présent physiquement, à travers l'élevage du cheval du Bangladesh et du poney de Râjshâhî, ainsi que dans l'Art. L'élevage du cheval, principalement destiné aux travaux de traction, reste très traditionnel, la majorité des propriétaires étant dans une logique d'économie de survie.

## Élevage
Le Bangladesh ne compte que deux « races » de chevaux locaux enregistrées (notamment dans la base de données DAD-IS), le cheval du Bangladesh (effectifs inconnus), qui appartient au groupe des poneys du Sud-Est asiatique.  et le poney de Râjshâhî (30 000 têtes en 1992). L'élevage s'effectue de manière très traditionnelle, en particulier dans les campagnes, où l'usage du registre d'élevage reste (2012) inconnue, de même que l'usage du carnet vétérinaire permettant de répertorier les maladies contractées par un animal. Seuls les élevages gérés par l'armée tiennent ce type de registre.

### Maladies et parasitisme
La présence des tiques parasites responsables de la maladie babesia equi a été signalée dans le pays. Le cheptel équin bengali est également touché par la maladie de Borna. Les maladies équines sont en cours d'étude. Les chevaux les plus sensibles aux maladies sont les Pur-sangs d'origine pakistanaise, pendant l'été.

## Utilisations
Les chevaux du Bangladesh restent largement utilisés pour le travail courant, mais des utilisations dans le sport se développent, et ces animaux sont sollicités pour des parades et cérémonies diverses. Une étude sur 200 possesseurs de chevaux de 22 villages des districts de Mymensingh, Tangail, Sherpur et Jamalpur, publiée en 2015, montre que les habitants font surtout appel à cet animal pour des travaux de traction (88 % des utilisations) et de transport, mais les montent également pour le sport. La majorité de ces propriétaires sont illettrés et emploient leurs chevaux dans le cadre d'une économie de survie.
Dans une moindre mesure, les chevaux sont présents (avec d'autres animaux) dans les spectacles de cirque, une tradition ancienne au Bangladesh, notamment via les compagnies Rowshan et Lion circus.

## Art

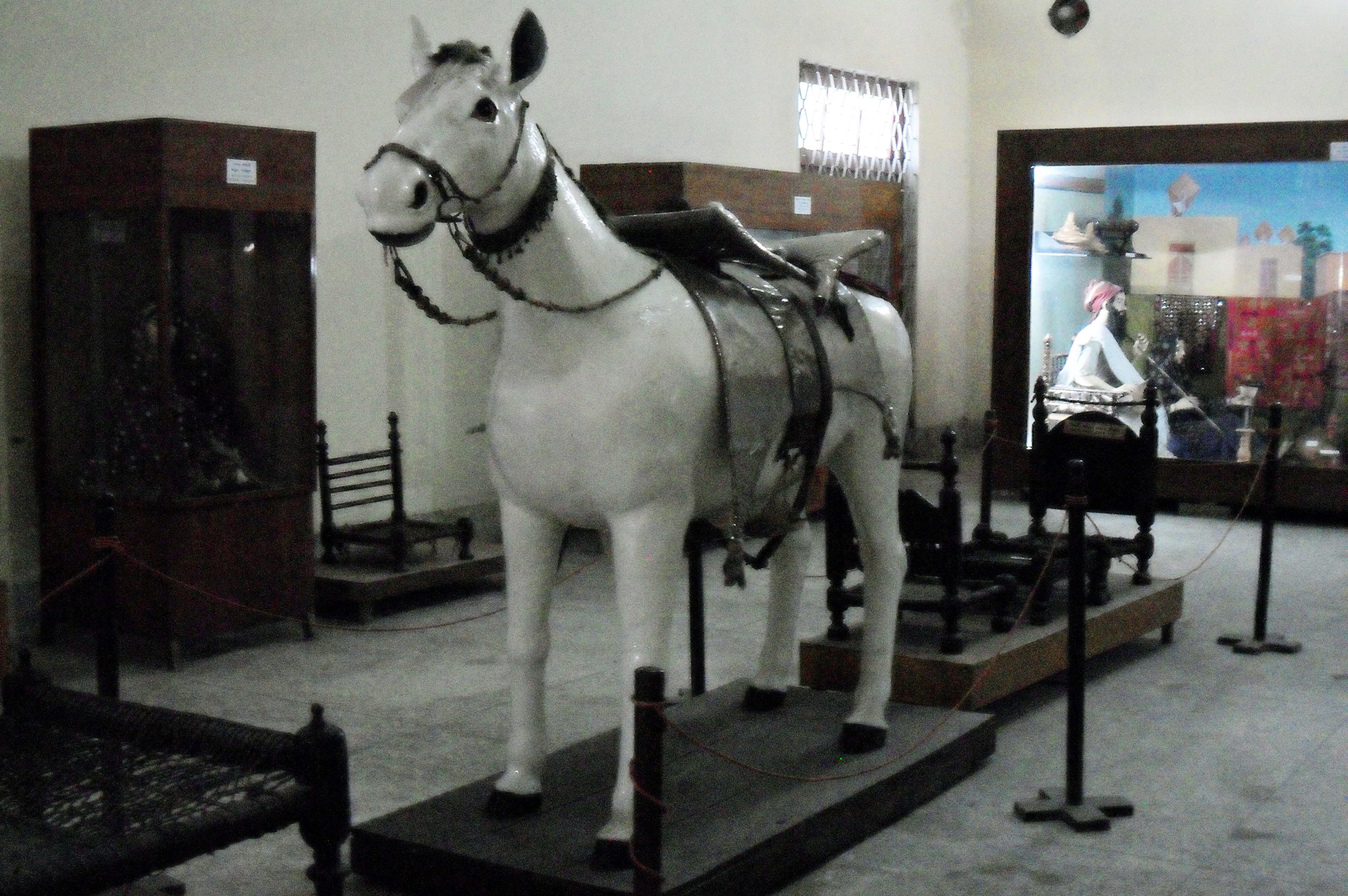
Cheval équipé de manière traditionnelle, au musée ethnologique de Chittagong.

Des figurines de chevaux en terre cuite ont été retrouvées.
Une stèle à Ghatnagar datée d'entre le Xe et le XIIIe siècle, représente le cheval du fils de Surya, Revanta, à la chasse. Les représentations de chevaux bengalis sur les stèles de cette époque présentent le plus souvent des museaux très ronds, et des oreilles larges et rondes.